# Ariën van Weesenbeek
Ariën van Weesenbeek (n. 1980) este toboșarul formației neerlandeze de Symphonic metal, Epica.